# 国际短期大学
国际短期大学（日语：／ Kokusai Tanki Daigaku *），简称国短，是一所位于日本东京都中野区的私立短期大学。

## 概要

### 简介
- 学校最早可以追溯到1933年[1]。短期大学为于1950年开办[1]、由学校法人国际学园经营[2]。为男女同校[3]从1962年于电气通信科从2001年于英语传播学科。「自主独立」「和睦协调」为建学精神[4]。

### 历史
- 1950年 国际短期大学成立并同时设置一个学科即英语科[1]。
- 1962年 电气通信科成立（开始招収男学生于只电气通信科）[1]。
- 1994年 电气通信科改编为信息通信科[1]。
- 1998年 两个学科改编为、以下列举[1]。
  - 英语科→英语传播学科
  - 信息通信科→情报网络学科[注 1]
- 2001年 开始招収男学生于英语传播学科[1]。
- 2010年 英语传播学科改编为国际传播学科[1]。

### 宪章
- 请参看国际短期大学的标志（页面存档备份，存于） （日語） 2014年6月8日阅览。

## 学校环境
- 校区：在东京都中野区

## 历任校长
- 高木明郎：现在短期大学校长[4]

## 组织

### 学科
- 国际传播学科

### 前学科
| - 信息网络学科 |

### 专科
| - 没有 |

### 业余课程
| - 没有 |

## 相关链接
- 日本短期大学列表